# Allophylus gentryi
Allophylus gentryi är en kinesträdsväxtart som beskrevs av T.B. Croat. Allophylus gentryi ingår i släktet Allophylus och familjen kinesträdsväxter. Inga underarter finns listade i Catalogue of Life.